# Repeló

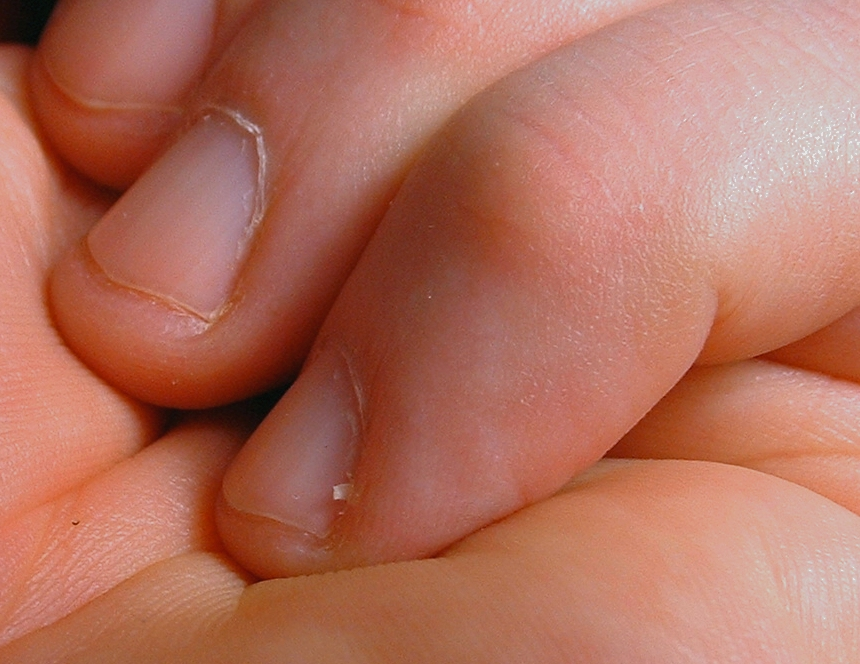
Un repeló al dit petit de la mà esquerra

Un repeló, repèl, desenemic, enemic, grell, padastre o reveixí és un tros petit de pell que s'aixeca de la carn just al costat d'una ungla de les mans, i causa dolor i molèstia. El tractament casolà consisteix primerament en no arrencar-lo ni mossegar-lo, ja que això pot fer que la pell s'esquinci i fer-lo més dolorós.
Cal tallar-lo amb cura, amb unes tisores o alicates de tall adequades.
Perquè es guareixin s'hi poden aplicar locions desinfectants locals dues o tres vegades al dia, després d'haver rentat bé la zona.

## Complicacions
Els repelons es poden infectar i causa la paroníquia, un tipus d'infecció que es produeix a la pell al voltant de les ungles. Els tractaments per a la paroniquia varien amb la gravetat, que pot incloure el remull en aigua salada calenta, l'ús de medicaments antibiòtics orals, o la punció clínica. A vegades, la paroníquia es pot complicar i es pot produir un abscés, amb canvis permanents de la forma de l'ungla o la propagació de la infecció.